# 中岛敏次郎
中岛敏次郎（日语：中島敏次郎, 1925年9月2日—2011年12月13日）是一位日本外交官、律师。

## 生平
1948年进入日本外務省入职，1976年担任条约局（现国际法局）长，1977年担任北美局长，1980年担任日本驻新加坡大使，1982年担任外务审议官，1984年担任日本驻澳大利亚大使，1987年担任日本驻华大使，1990年担任最高裁判所裁判官，1995年9月辞职，1995年10月成为律师，1996年担任国际法协会日本支部副会长，财团法人日商岩井国际财团评议员，1997年担任国际常设仲裁裁判所裁判官。
2011年12月13日在家去世，享年86岁。

## 荣誉
1997年获得勳一等瑞寶章。